# Here's Little Richard

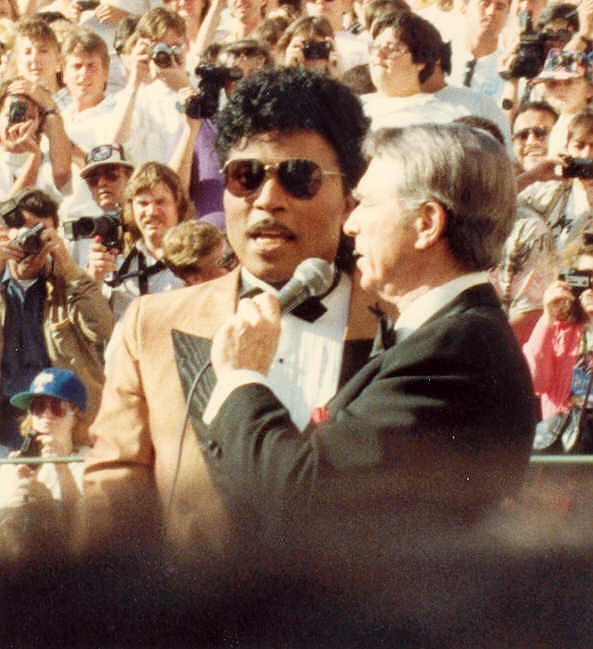
Little Richard.

Here's Little Richard é o álbum de estréia do cantor americano Little Richard, lançado em 1957.

## Faixas
1. "Tutti Frutti" (Richard Penniman, Dorothy LaBostrie, Joe Lubin) – 2:25
2. "True Fine Mama" (Penniman)  – 2:43
3. "Can't Believe You Wanna Leave" (Lloyd Price) – 2:28
4. "Ready Teddy" (Robert Blackwell, John Marascalco) – 2:09
5. "Baby" (Penniman) – 2:06
6. "Slippin' and Slidin' (Peepin' and Hidin')" (Penniman, Eddie Bocage, Albert Collins, James Smith) – 2:42
7. "Long Tall Sally" (Enotris Johnson, Blackwell, Penniman) – 2:10
8. "Miss Ann" (Penniman, Johnson) – 2:17
9. "Oh Why?" (Winfield Scott) – 2:09
10. "Rip It Up" (Blackwell, Marascalco) – 2:23
11. "Jenny, Jenny" (Johnson, Penniman) –2:04
12. "She's Got It" (Marascalco, Penniman) –2:26